# Casper van Overeem
Casper van Overeem (ur. 1 października 1893 w Weesp, zm. 27 lutego 1927 w mieście Bogor na Jawie) – holenderski mykolog zajmujący się badaniem grzybów Indonezji.
Kasper van Overem studiował na Uniwersytecie w Zurychu. W 1920 roku na uniwersytecie tym uzyskał stopień doktora za rozprawę pt. Über Formen abweichender Chromosomenzahl bei Oenothera („O formach różniących się liczbą chromosomów u Oenothera”). W 1921 roku wyjechał na Jawę, gdzie zamieszkał w mieście Beitenzorg (obecnie Bogor). Pracował tu w Bogor Herbarium. Zebrał dużo okazów grzybów, które obecnie przechowywane są w tym herbarium, niewielka ich część znajduje się w Muzeum Historii Naturalnej w Wiedniu, kilka w Narodowym Zielniku Holandii w Lejdzie. Zmarł na Jawie w wieku 33 lat.
Przy nazwach naukowych utworzonych przez niego taksonów dodawane jest jego nazwisko Overeem.